# 四大名捕
《四大名捕》是溫瑞安創作的武俠小說系列，其作品包括了《四大名捕震關東》、《四大名捕會京師》、《骷髏畫》、《逆水寒》、《四大名捕走龍蛇》（又名《四大名捕大對決》）、《四大名捕破神槍》、《四大名捕戰天王》和《四大名捕鬥將軍》（又名《少年四大名捕》），這些作品整體建構成一個四大名捕系列。

## 故事簡介

### 系列介紹
- 少年四大名捕
- 四大名捕會京師
- 碎夢刀
- 溫柔一刀

## 人物、势力簡介

### 神侯府
諸葛先生
出身於武林名門正派「自在門」，四大名捕的恩師，無情、鐵手、追命、冷血都敬稱他為世叔。當今太傅，掌管朝廷六部，皇上的老師，亦是八十萬禁軍總教頭，天子座下第一人，是上一代的四大名捕之一，外號「驚艷一槍」。本名諸葛小花。為人光明磊落，為國為民，智慧超凡，一身武功修為冠絕天下，登峰造極。武功和地位之高，世上無人能及。本已年過八十，理應退出朝野，不再過問朝廷中事，但不忍見大宋江山日漸糜爛，百姓受苦受難，是以仍然輔佐皇上，並伺機進言。率四大名捕維持武林和朝廷法紀。
| 武功 「細胸穿巧雲」「驚艷一槍」「佛掌」「半段錦」「青一式」「破傷功」「失神引」 |

### 四大名捕
無情
四大名捕中的大師兄，本名成(盛)崖餘，年紀只比冷血大，但入門最早，所以是大師兄，御賜“天子御前四大名捕”之首，人称“大捕頭”、“明器王”，江湖讚道：“無腿行千里、千手不能防。”幼年時慘遭十三元凶滅門，幸得諸葛先生相救保住性命並收養，但經脈被震斷，雙腿被廢，要以輪椅代步，而且終生不能修煉內功。所幸他並不因此感到氣餒挫敗，反而努力苦讀，鑽研各門學問。苦讀的成果是學問淵博、奇門遁甲、機械技巧、陣法韜略，無一不曉、無一不精。此外，他以堅強意志和毅力，練成以獨特的巧勁收發暗器，手法出神入化，獨步天下，被讚譽為“暗器之王”，而且以手代腳，𣊬發升騰，練就自成一家的輕功更克服了他行動不便的障礙，亦擅於設置各種機關。對付惡犯不留情面，出手毫不留情，其綽號由此而來。因為身體上的殘疾，無情性格孤僻，其如雪的面龐沒有一點表情，好像不食人間煙火，其實外冷內熱，臉冷心慈，極易動情，一旦動情，不可自拔。无情智慧過人，聰明冷靜，心智極高，深得大家尊重，是四大名捕中不可或缺的領導人才。所使暗器絕不塗毒，暗器明發，故此無情所使的暗器也被江湖中人譽為“明器”。
| 武功 「不吐不快」「吐艷」「流風所及」「破氣神功」「瞬發之力」「絕頂峰明放暗藏殺法」「翻面不認人」「拿情手」「朝天三柱香」 |

鐵手
四大名捕中的二師兄，原名鐵游夏，年纪比无情和冷血大，比追命小。早年已是當地名捕，後來帶藝入门。為人温和有禮，正直谦厚，胸襟磊落，豪邁坦蕩，四捕当中他最具親和力，在男女感情事上顧慮較多，拿得起，放不下，感情沈靜而悠長。江湖經验丰富，内力已達炉火纯青的境界，是四大名捕中內家修為最高的一人，仅次於师父諸葛先生，一雙鐵掌刀槍不入，百毒不侵，故得其名，在武林中被稱为「一雙最有份量的手」。
| 武功 「劍手」「一以貫之神功」「隔山打牛」「一氣貫日月」「鐵掌橫功」「水深火熱」「劈空掌」「大氣磅礡神功」「火拳燒掌」 |

追命
四大名捕中的三師兄，原名崔略商，四大名捕中年纪最大。因在娘胎時，其母曾與人動手，更腹部中掌，以致他出生時便帶有內傷，故經「三缸公子」溫若紅以“內傷”的諧音取名“略商”，五歲時父母雙亡，從此流落江湖，歷經滄桑。擅长腿法，出腿速度快，且力量大。因为脚力无双，所以轻功也奇佳，追踪术一流；嗜酒如命，越醉越強，卻从来不會因为喝酒而耽誤追捕犯人，为人灑脫不羈，不修邊幅，好像對什么都不在乎，雖然常醉的東倒西歪，但只要遇到突發狀況，立刻變得冷靜清晰。令人驚奇的是酒在他而言也可当武器，含在嘴裏噴射對手，力量奇大，而酒也的确救了他几次命，追命曾助“北城”城主周白宇及“仙子女侠”白欣如，一招败“一剑夺命”施国清，杀无谓先生，并与数人联手對付无敌公子，凭一口酒激喷而出，分了敵心，杀死无敌公子，武功之高，可想而知。因为追命办案，向無失手，无论凶手巨盗，最终仍被他追回来，所以人稱之为“追命”。又因他腿法极好，也有人叫他“神腿追命”，至于他原来的姓名也被忘了。所使腿法為名动江湖的家傳腿法追命十一腿。
| 武功 「踏雪無痕」「借酒行兇尋穴法」「追命腿法」「活字解毒法」「三角神腿」「焚足殺法」「鴛鴦玉環蝴蝶步」「酒箭」「殺神腿」「靜飛十一踢」「失神踢」 |

冷血
四大名捕中的四師弟，原名冷凌棄，四大名捕中年紀最小，入门最晚，外貌特徵是綠髮碧眼。曾被疑是“大連盟”总盟主“不死神龍”冷悔善的遺孤，因真正的冷悔善的遺孤（冷小骨）還是身在繈褓中的嬰兒時，全家上下在冷悔善慶祝壽辰當晚被“驚怖大將軍”凌落石為奪總盟主之位滅門，幸得凌落石一手下惻隱解救，使他逃出魔掌。可惜還是難逃一劫，跌落斷崖而死。後來在此事半年後諸葛先生路經崖下遇見冷血，並將其帶走。因記念冷悔善一事而稱其姓為――冷。他曾在未被諸葛先生收為徒前掉入狼穴中，由野狼養大，因此不太懂得俗世的人情世故，也不太善於處理感情方面的問題。在十六岁的时候，便已屡建奇功，他追缉要犯，从来未失敗过。十八岁时，他为了要擒住一武功极高的混世魔王，他躲进那魔王的魔窖里，十一天不言不動，不饮不食，抓住一个僅有的机会，趁那魔王不防之际，给予致命的一擊，一時使武林为之轟动。十九岁时单人匹马，闖入森林，追杀十三名巨盗，终于把对手一一杀死，甚至武功高过他一倍的首腦也死在他剑下。冷血善剑法，性格坚忍不拔，與人搏鬥，只進不退，遇強愈強，受伤更勇，凡做一件事，必全力以赴，無後退之心，能站著的时候絕不坐下。習武比別人更迅疾快捷，但到达一定境界就不易再提高。他使的剑是長軟剑，所使劍法叫“四十九路無名快劍”,他刺出一剑是一剑，快、準而狠，但都没招式名称。
| 武功 「越路劍法」「四十九路無名快劍」「劍掌」 |

### 武林四大世家（《会京师》、《走龙蛇（大对决）》）
- 東堡

東堡“撼天堡”堡主「大猛龍」，「金刀无敌」黃天星，年已花甲，神采凛然，白髯如戟，不怒而威。
手下:
逢打必敗(廣無疾)猛將，善使鐵戟，打運奇差，自出江湖以來對手一個一個還強，但戰志驚人，悍不畏死，黑道中人佩服他不怕死，白道中人璘憫其忠勇，死於魔姑姬搖花之手
{過關刀}:尤疾:善使單刀，輕功不錯，死於(魔神)淳于楊蛇矛之下
(潛搪蛟龍)遊敬塘
(雷電錘)李開山:手使兩把大鐵鎚，性烈如火，重兄弟情，死於魔神的手下，頭顱被捏碎
(過山步)馬六甲:身輕體健，但腿法不錯，能踢歪魔神之長矛
(碎碑手)魯萬乘
(椎心刺)葉朱顏:在誅四魔之後成為新任堂主，善使分水刺，倒反總寨，死於追命腿下
- 南寨

南寨“青天寨”寨主“急电”殷乘風，妻子“彩云仙子”伍彩雲，人稱“彩雲飛”。
“三絕一聲雷”伍剛中，南寨上任寨主，伍彩雲之父,“三绝”第一绝是内力，第二绝是轻功，第三绝是剑术。一聲雷是指其吼聲駭人，使對方聞風喪膽故稱一聲雷，參考出處，四大名捕會京師毒手。
- 西鎮

西鎮“伏犀鎮”鎮主藍元山，所練武功為远扬神功及大風雲手。妻子名為霍銀仙，無門無派。但香港“漫畫四大名捕”將霍銀仙虛構為唐門七煞之一－唐媚。
- 北城

北城“舞陽城”城主『閃電劍』周白宇，内外兼修，剑法奇精。妻子“仙子女侠”白欣如，而香港「漫畫四大名捕」則虛構周白宇武功為冰鋒劍，白欣如也改名為鳳欣如，並不會武功。另有香港漫畫「四大名捕2012」照小说原設。
周白宇；武功:嵩山:仙人指、龍虎合擊大法、閃電劍法

### 六扇门
- “笑脸刑总”朱月明（《破神枪》）

矮矮胖胖，肥肥白白，笑态可掬，满目诚恳，牵着你的手问候你家人的时候像要把心都掏给你似的，但不一会他公事公办起来的时候把你全家老幼大小长细凌迟抄斩处死无一幸免，他也绝不手软、眨眼、皱眉头。朱月明最了不起的长处至少有二：一，他看来没有什么了不起的长处（一旦给发现了长处，那就同时找到他的弊病和应付他长处的方法了）；二，他笑容满脸，和气亲切，使人对他疏于防范。
- “捕神”刘独峰（《逆水寒》）

三绝神捕之一，性格高傲，武功高强，思虑缜密，老于官场。品行正直，在《逆水寒》中却因挽救身陷牢狱的朋友而向奸臣妥协。身边有六名擅长奇门异术的随从，各持一件神兵（灭魔弹月弩、一丸神泥、后羿射阳箭、轩辕昊天镜、春秋笔、秋鱼刀），后因保护戚少商死于九幽神君之手。
- “捕王”李玄衣（《骷髅画》）

三绝神捕之一，办案铁脸无私，武功高不可测，为人勤勇守俭，落在他手里的人，不管是杀人不眨眼的汪洋大盗，还是名震武林的江湖人物，全都是被生擒活抓，而且送到官府判决，决无人在他手上逃脱过。捕快要杀人，比要抓人容易百倍，但只要是落到“捕王”李玄衣手里的，个个都得乖乖地，被押到监牢里等待判刑。後被冷血誤殺。
- “神捕”柳激烟（《凶手》）

三绝神捕之一，不但才智高，武功也高，而且还相当年轻，不过三十余岁，他用的武器，只是一柄小烟杆。柳激烟不但智勇双绝，九流三教、三山五岳的人，无不有他的眼线；尤其在衙里的捕快们，都视他为青天大老爷，听命于他。實為「飛血劍魔」巴蜀人三徒之一，成功殺死「武林六條龍」，但其事被冷血發現，斬之！
- “虎行雪地梅花五”任劳（《战天王》）
- “鹤立霜田竹叶三”任怨（《战天王》）

任劳、任怨二人，是江湖上、也是六扇门里最心狠手辣的两人，而年轻的任怨尤胜年长的任劳十百倍。这一老一小向以活剥人皮为乐，而且以用刑为好，任何英雄好汉，落到这两人手上。唯一希望是：有机会自尽。可惜的是，他们总让你有机会亲睹一块块的吞食啃嚼自己和亲人的肉和骨头，但却决不让你有晕死过去的机会。更可怕的是，这一老一少所做的事，全有刑部的大官“罩着”，不仅皇帝赵佶，连丞相蔡京、太傅梁师成、东南王朱勔、大将军童贯，御史中丞王黼等权奸佞臣，对这两人都很信重，让他们成为打击异己的先锋，可是，一旦要依法追究，以律裁他们，却发现他们一直在刑部并没有正式的任职，可是却可以随意动用刑部、衙门和六扇门的人手。就算是朝中的大官也不欲得罪这种人，所以多方结纳，刻意奉迎，使这两个没有正式官衔的人，却比朝廷上有正式名位俸禄的文武百官还威风。

### 十三凶手（《会京师》）
- “西门庄”西门公子，使一对金钩:武林声势虽不如“东堡、南寨、西镇、北城”，但武功却比“四大世家”更高的“西门庄、欧阳谷”，庄主西门公子确是个武林奇才，心狠手辣，悟性奇高。老庄主西门重被人用内家重手法击毙后，西门公子独当一面，行事于正邪之间，一双金钩，倒也称绝江湖。

- 西門山莊管事-徐黑, 徐白

- “欧阳谷”欧阳大，“阴阳扇”:本擅柳絮刀法，但在二十五年前，却改用扇法，二十年前便成了名，十五年前便赢得‘阴阳扇’的外号，喜杀好淫，黑白道的人都畏之三分。

- “毒手状元”武胜西，“五毒摧魂手”。

- “辣手书生”武胜东，“辣手追魂镖”。

- “佛口蛇心”、“铁伞秀才”张虚傲。

- 山东“大手印金刚”关海明。

- “一刀千里”莫三给给：苗疆“回魂追月刀”:双目红丝密布，脸容凶悍残忍，性情孤僻，在三十年前加盟这十三凶手集团之前，他没得到“回魂追月刀”的练法，但仍威震苗疆，却是靠他戴的斗笠。

- “无刀叟”冷柳平。

- “十二连环坞”的司马荒坟，“三丈凌空锁喉指”。

- “毒莲花”杜莲，“铁莲花”。

- “长臂金猿”独孤威，“人在千里，枪在眼前”：常山九幽神君门下。

- “土行孙”孙不恭：常山九幽神君门下。

- “魔头”薛狐悲，“惊天动地疯魔杖”。

### 四大凶徒（《少年名捕》）
- “大劈棺”燕赵

武功：神手大劈棺，善於用拳擊斷對方關節，而且狂妄，而且有敵來犯反而歌舞，狂歌而戰，罕見敵手，行事正邪，後加入了楚相玉即沈虎禪大傳的楚將軍的組織將將軍視為敵人，個性寬宏大量，出手兇猛，連將軍都說燕赵可以讓他警惕。（自少年名補鐵手及沈虎禪大傳）
- “大出血”屠晚

武功：問號之錐，擅長使用鍊子錐，只能說一錐之威，開天闢地，出血即收，來去無聲。（自少年名補鐵手與角色對白）
- “小心眼”赵好

武功：少掌；曾與鐵手一戰，與鐵手的老拳平分秋色。（《少年名補鐵手》）
- “小雪仙”唐仇

心思細膩狠毒，善於用毒暗殺，防不勝防。（《少年名補鐵手》）
江湖人称：“铁手的手，追命的腿，冷血的剑，无情的暗器”乃与武林中：“唐仇的毒，屠晚的椎，赵好的心，燕赵的歌舞”并称于天下。无情对四人的评价是“赵好小气，唐仇狠毒，屠晚凄厉，燕赵狂妄”。

### 太平门梁家
- “煙水寒”梁初心:又名－崔大母，崔唇容(醉翻天)之妻子，崔略商(追命)之母親，武功－追命十三腿，出身梁家旁支。

- “斬妖二十八”梁取我

- “空穴來風”梁自我（《少年名捕》）:“斬妖二十八”梁取我之弟，同樣練就斬妖二十八刀，輕功腿法更在兄長之上，曾打敗“太陽轟”谷凡谷、“大地王”高更高、“鐵錘”查理、“立地成魔”崔大左等高手，每打敗一名高手都將他們的名字刻在刀上，二十四歲時已成為門內十二位值年副掌門人之一，和名震天下的“奇王”梁八公並列，平生只服掌門人“閃空”梁三魄，奉命刺殺諸葛先生，但刀法敗給鐵手，輕功輸給無情。

- “飛天老鼠”梁雙祿

### 江南霹雳堂雷家
“封刀挂剑”雷家，高手众多，江湖支脉甚多，擅火器。自从江南雷家的领导人自觉在刀在剑在十八般武器里，都不见得能在江湖上有独一无二出类拔萃的成就之后，他们就开始折断了他们的刀、挂起了他们的剑。他们制造火药，苦修指法、指功，号称“霹雳堂”，建立“雷家堡”。
雷捲:
武功；失神指
雷損"曾暗殺諸葛先生，偽裝羅漢制住諸葛先生<後來割指即退走當機立斷，為梟雄
(武功:快慢九字決法)臨兵鬥者皆陣列於前
雷媚(郭東神)
(武功:無劍神劍手)

### 蜀中唐门
- “九命总管”唐失惊（《碎梦刀》）:唐失惊是“习家庄”的总管，人称“打不死，无难事，烂泥一样扶上壁”，白袍红脸，相貌却平凡，举手投足，也没有什么特别气派。唐失惊本来是武林中一名出类拔萃的高手，办事才干更在他武功之上，三十岁成名，三十一岁被山东“落雁帮”帮主师守砚提拔，擢升为总堂主，短短三年间，“落雁帮”即成为山东第一大帮。在三十五岁时跳槽陕南“灌家堡”，也在短短四年问，得堡中上下拥戴，成为副堡主，声威直逼堡主灌天任，但唐失惊却悄然隐退，离开灌家堡，隔了一年，为“习家庄”前庄主习酒井所收罗。唐失惊在“习家庄”不到七年，地位已在习家两大总管习良晤与习英鸣之上。

- 唐铁萧（《碎梦刀》）

身穿长袍，脸色跟泥土一般黄，毫无表情，平时手拿一把油纸伞或戴着竹笠遮住面孔。蜀中唐门所派出来要掀起武林一番血腥风暴，改朝换代的组织，叫做“小唐门”。建立“小唐门”的七名高手，自称“七大恨”的唐铁萧是其中之一。“小唐门”里“七大恨人”，每人各有不同的恨事。
- “破爛王”唐化（《四大名捕走龙蛇第2卷猿猴月》）

### 岭南老字号温家
天下第一用毒名家，早有进占中原，号令天下之心。
- 大 字 號：專研內功外功
- 小 字 號：專研藏毒機關
- 死 字 號：專研致死毒藥
- 活 字 號：專研救人解藥

### 辰州僵尸拳言家（《骷髅画》）
- 言有信
- 言有义

言有信、言有义原本是“辰州言家僵尸拳”的后人，为争掌门人的位置，两兄弟不惜暗杀了父亲言大诺，还挑拨离间，使同门师兄弟互相残杀，结果令言家一蹶不振，无法团结，言有信、言有义也一样得不到掌门人的位子来坐。

### 东北一刻馆林家（《走龙蛇（大对决）》）
林山主所主持的“一刻馆”威震长春、吉林、黑龙江一带，一早已有南侵的野心，但辽东、济南、鸭绿江还有“神枪会”的势力，对峙相坪，各不相让。
- “青月公子”林傲一

“东北王”林木森之子，“东北一刻馆”少馆主，常偷偷南下，伸展势力，甚至冒充一些中土武林人物，行走于中原，甚至打好名声，纠合党羽，暗中结联，兄弟遍布江南。

### 大车店兵器大王黑面蔡家
以打造奇門兵器稱著的蔡氏一族

### 下三滥何家
他们这门的人，鸡鸣狗盗、偷窃骗盗、跳梁越货，无一不通、无一不精，技法虽然难登大雅之堂，但为人多是正派，决不可因他们只擅小技而小觑之。
- 門主“至尊無上”何必有我

- 何家三老“德詩廳”廳主何富猛 武功为“九五神功”

- “孩子王”何平（《少年名捕》）

俊貌粉面，玉树临风，为人阴险狡诈。蔡京命五大奇门刺杀诸葛先生，何平即是其中之一，为求全身而退，上来先以晚辈相见，诸葛做为前辈，也不便赶尽杀绝，再考虑到自己的身份地位，所以也就放他离去。武器为蚯蚓劍、送別刀。武功为“四十一仰五十七伏”身法，“三十七抽二十九送”刀法。
- “戰僧”何簽（《戰僧與何平》）

長相兇悍，做事也很彪悍，快意恩仇，光明磊落的男子漢，曾在少林出家學藝，為何平的大師兄，一手帶大何平並傳授他武功，最後卻遭何平暗算而死。武功為「移此類推魔功」，「四十一仰五十七伏」身法，“三十七抽二十九送”刀法

### 山东神枪会“大口食色”孙家（《破神枪》）
函谷关东三大家（关东万马堂白家、东北成聚德沈家、山东神枪会孙家）之一。大约分成六个派系：
一贯堂：最重要的派系，他们负责“山东神枪会”孙家一切决策与行政事务。
- 孫綺夢

大口孫家中的「一貫堂」總堂主孫三點的掌上明珠
正法堂：负责“大口孙家”的赏罚。
- “山神”孫忠三

正法堂堂主，武功仗義神槍，個性剛正不阿，神槍會見他敬七畏三
- 孫屠狗

正法堂副堂主，武功名招：橫斷一條龍（摘錄自四大名捕系列妖紅）
得戚堂：管理“神枪会”一切外务和人事关系。
安乐堂：负责孙氏一族的经济资源。
一言堂：“山东孙家”的武力部队。
- “灰飞烟灭，挫骨扬灰”、“山君”孙疆

一言堂堂主，是“神枪会”孙氏一族里最凶、最恶、最难惹的一人，几乎把“神枪会”变成了在东北一带势力最强大的杀手集团。
- “山鬼”袭邪

东北杀手中的第一把好手，名震神枪会、独待一言堂，山君身边第一号人物，不高不大，短小精悍，剑眉星目，冷静沉着，十分年轻，一脸严正，但一出现，就有一股邪味儿。實為黑面蔡家第一高手“伏吟神劍手”蔡襲邪。
拿威堂：研创训练“神枪会”更进一步，更独步武林、称霸江湖的武功绝技。
- 四大神槍

孫尖
孫酸
孫刻
孫薄
- 公孫角頭：模仿孫忠三的仗義神槍<被鐵手評論其實還行<挺邪但是暗殺防不勝防

### 酒泉妙手班门
多是巧手工匠，替人建筑、搭屋、造机关而名成于天下。无情的轿子便由诸葛先生设计，班家高手与无情联手制造的。

### 叫天王（《鬥天王》）
- “一线天”、“叫天王”、“老张飞”查叫天

一生经历大起大落，一身武功大成大就，享尽大富大贵，手握大权大威，出入大摇大摆，名声大隆大震，为人大奸大恶，出手大开大阖。简而言之，称为十六大。
- “混天候”金不闻
- “独行狼”明充耳

查叫天爱徒，两人来到苏杭保护“南面王”朱厉月的儿子朱仙震，近三十名高手，不但保护不了朱仙震，反而一起死于孙青霞剑下。
- “老张飞”、“大叫天王”
- 军师“风林火山”、“胡刀”马龙

不但替“一线王”出谋献计，定策决议，很多时候还代表了査天王出席，书面，代替“叫天王”行事，行动。
- 四大神将

左护法“东天一棍”“诡将”余乐乐
右护法“朝天一脚”“战将”詹通通
前方巡使“主将”李财神（原名李老末）
后方巡使“如意巡使”“天将”陈贵人（原名陈大纹）
- 四大天狼

“天狼刀”巴巴子
“天狼剑”耶耶渣
“天狼枪”回家家
“天狼箭”陈路路

### 大联盟（《少年名捕》）
当时武林中各门各派的精英与实力，尽在“七帮八会九联盟”中。“九联盟”后来各盟意见分歧，冲突日频，其中金、木、水、火、土五盟，在冷悔善号召之下，归辖于“大连盟”，对抗“九联盟”。“九联盟”缺了五盟，很快地又补立了江湖上五支新兴势力：“蛇盟”、“鸽盟”、“燕盟”、“龟盟”、“鹤盟”，联同原来的“鹰盟”、“龙盟”、“豹盟”、“虎盟”，再度联手合称“九联盟”，坚持不让“大连盟”成为“七帮八会九联盟”中之一员。他们联合抵制“大连盟”，以制裁“大连盟”各盟当日的脱离与叛变。“大连盟”当然不甘就范，于是跟“九联盟”明争暗斗，各不相让。
- “不死神龙”冷悔善:身为“大连盟”总盟主，外号“不死神龙”，身经六百一十五场小战，五十二场大战，曾经让人倒吊在树上鞭打了四天四夜而不死；曾经给人制住了穴道活剥皮剥了一半忽给他冲破了穴道；曾经以一人敌住敌方整支军队，身中三十一箭还有六道枪窟窿都能不死，而且还能在伤得不成人形之际反败为胜，起死回生，把要整治他的对手全部杀光了。这样一个人，他的斗志就是一把烧红的刀。

- “惊怖大将军”凌落石:凌落石早年出道，结仇大多，树敌太强，遭“七帮”中的“生癣帮”和“八会”中的“多老会”座下的高手追杀，走投无路，幸得“大连盟”总盟主冷悔善识重，罗致他加入“大连盟”。进入“大连盟”之后，他屡建殊功，五年后便给加封为“大将军”。他作战时气魄奇大、气势逼人，对敌时气焰高涨、气壮山河，敌人往往为他气概所折，或为其压力所逼，不战而败，战而惨死，故人皆称之为“惊怖大将军”

補充一下驚怖大將軍算是梟雄，合併多部的聯盟當盟主，背叛冷悔善，建立新勢力<武功為將軍令，並掌如印，兇猛凝重如石，難以測度，交戰紀律:鐵手追命合戰大將軍平手節錄自少年鐵手與少年冷血
戰將:至寶三鞭于一鞭善使長軟鞭，鞭法凶狠絕情，有破空之聲，與大將軍一戰平手為人剛正，為正道背叛大將軍
大笑姑婆"戰將:女猛將，出手兇猛豪邁，食量奇大，樂觀主義，愛開玩笑，實則粗中有細，會用食物玩笑傳遞情報<為六扇門臥底猛將之一
手下:{陰司}楊奸，江湖人稱{痰盂一出，誰與爭鋒，喀吐一聲，誰敢不從，】以一口痰當武器往往取敵於頃刻之間，本身為諸葛先生哨探，追命潛入大將軍手下，也是找他接頭的

### 九幽派（《逆水寒》）
常山九幽神君，精通旁門左道，曾由蔡京、傅宗書舉薦為國師，唯與諸葛先生以一招功敗垂成…受皇命追殺戚少商，實由傅宗書授意取得戚少商秘密並將戚少商、捕神劉獨峰滅口，曾一招擒戚少商，計誘無情、劉獨峰兩敗俱傷，因連串巧合及輕敵亡於戚少商。主要武學空劫神功傷者功力越高傷越沈重。
孫不恭：外號『土行孫』，《會京師》十三兇徒之一。
獨孤威：有『人在千里，槍在眼前』的稱號，《會京師》十三兇徒之一。
鮮于仇：外號『駱駝將軍』，兵器為駱駝雙峰杖—非籐非木，杖柄有兩個盤結的大瘤，形似駱駝雙峰。
冷呼兒：外號『神鴉將軍』，丞相傅宗書十二個老婆之一的胞弟，善使長戟。
狐震碑：外號『指天劃地』，使雙鈎，擁有師賜奇門至寶陰陽三才奪—善扣住敵兵器並暗藏多重陰毒之傷人機關，武學落鳳掌藉毀女貞元、臥龍爪藉傷人命練功。
龍涉虛：三尖刃齊眉棍，主要武學為金鐘罩，幾無罩門，後為無情識破罩門為洩氣之間隙之雙眼。
英綠荷：以鐵如意為兵器，擁有師賜奇門至寶奼女攝陽鏡，配合自身媚功迷敵傷敵。
鐵蔟藜：善使淬毒鐵蔟藜，並以之為名，師賜丁甲神鏢
泡泡：最受寵之小師妹，武器為泡泡，可困人扣兵器，神兵利器難傷，後為戚少商藉至寶春秋筆造出破綻，並以寶劍青龍劍毀之，尸居餘氣無心香（須以功力逼出之迷香）、摩雲攝魄（迷人控人心魂秘術）、大化酞醪（至毒，沾者片刻化為屍水，九幽神君便自食惡果），為無情所傷而失憶，而成無夢女《說英雄誰是英雄》。

## 改編作品

### 電視劇
| 年份 | 名称             | 电视台（制作方）          | 地区          | 集数              | 監製或導演    | 主题曲           | 演唱                      | 角色 |
| 1984 | 四大名捕         | 亚洲电视                  | 香港          | 20                | 李兆华 郭煜机 | 愿赌服输         | 董骠                      | 演员 无情 - 伍卫国 铁手 - 张翼 追命 - 梁小龙 冷血 - 黎汉持 诸葛正我 - 董骠 金剑 - 谭德成 银剑 - 梁志琪 皇帝 - 曹达华 柳激烟 - 蒋平 凌玉象 - 陈中坚 慕容水云 - 陈志雄 沈错骨 - 梁克逊 龟敬渊 - 谭伟民 庄之洞 - 林富伟 高山青 - 李春华 艳无忧 - 米雪 石幽明 - 江图 辛十三娘 - 陈美颐 姬摇花 - 阮佩珍 黄天星 - 陈植槐 邝无极 - 方州 殷乘风 - 杨仲恩 伍彩云 - 刘素芳 鲍龙 - 薛春伟 鲍虎 - 黎少杰 屈奔雷 - 蔡国庆 常无天 - 黄秋生 蔡玉丹 - 陈绍良 巴天石 - 韩江 时震东 - 区岳 田大错 - 朱德惠 沈云山 - 关于标 柳雁平 - 梁锦桑 周冷龙 - 曾建明 戚少商 - 李冈 楚相玉 - 郑雷 阮明正 - 陈世梦 司马荒坟 - 吴玉寿 莫三给给 - 罗国辉 |
| 1985 | 四大名捕重出江湖 | 亚洲电视                  | 香港          | 30                | 阮惠源        | 四大名捕重出江湖 |                           | 演员 无情 - 金兴贤 铁手 - 韦白 追命 - 鲁振顺 冷血 - 罗乐林 诸葛正我 - 王伟 皇帝 - 曹达华 |
| 1989 | 霹靂神捕         | 中视                      | 台湾          | 22                | 周遊、馮凱    |                  | 蕭孋珠                    | 演员 无情 - 伍卫国 铁手 - 郑亚云（女） 追命 - 严惠明（女） 冷血 - 宋宪宏 诸葛正我 - 吴风 |
| 2001 | 四大名捕鬥將軍   | 广东花城视界              | 中国大陆      | 40                | 吴耀权 刘海波 |                  |                           | 演员 无情 - 聂远 铁手 - 王学兵 追命 - 何润东 冷血 - 黄少祺 诸葛正我 - 岳跃利 |
| 2002 | 名捕震关东       | 华谊兄弟太合影视          | 中国大陆      | 34                | 林彩香        |                  |                           | 演员 无情 - 吴奇隆 铁手 - 王九胜 追命 - 卢星宇 冷血 - 任泉 诸葛正我 - 董志华 |
| 2004 | 逆水寒           |                           | 中国大陆      | 40                |               |                  |                           | 演员 铁手 - 黄智贤 戚少商 - 张智霖 阮明正 - 于娜 |
| 2004 | 四大名捕会京师   | 上海影球影视 上海盛强影视 | 中国大陆      | 30                | 鞠觉亮        |                  |                           | 演员 无情 - 朱泳腾 铁手 - 车仁表（韩国） 追命 - 钟汉良 冷血 - 蒋毅 诸葛正我 - 岳跃利 水芙蓉 - 王艳 柳激烟 - 徐锦江 |
| 2005 | 惊艳一枪         | 无线电视                  | 香港          | 20                | 唐基明        | 真相             | 黄凯芹 陈松伶             | 演员 追命 - 何启南 冷血 - 莫家尧 诸葛正我 - 马德钟 皇帝 - 甄志强 蔡京 - 石修 |
| 2008 | 少年四大名捕     | 无线电视                  | 香港          | 24香港版 25海外版 | 林志华        | 风暴             | 林峯 吴卓羲 陈键锋 马国明 | 演员 无情 - 林峯 铁手 - 马国明 追命 - 陈键锋 冷血 - 吴卓羲 诸葛正我 - 林嘉华 曲嫣紅 - 田蕊妮 柳飄雪 - 譚小環 桑芷妍 - 徐子珊 金剑 - 汤俊明 银剑 - 胡麒丰 皇帝 - 洋 蔡京 - 刘江 凌落石 - 骆应钧 凌小骨 - 陈山聪 凌小刀 - 龚茜彤 舒无戏 - 蒋志光 童贯 - 陈荣峻 成鼎天 - 林敬刚 |
| 2015 | 少年四大名捕     | 湖南卫视                  | 中国大陆      | 44集              | 梁勝權        | 风中英雄         | 张翰                      | 演员 无情 - 楊洋 铁手 - 茅子俊 追命 - 陳偉霆 冷血 - 張翰 安世耿 - 何晟銘 楚離陌 - 張鈞甯 姬瑤花 - 賈青 唐仇 - 周牧茵 燕趙 - 錢泳辰 凌依依 - 吳映潔 屠晚 - 馬文龍 趙好 - 程誠 |
|      | 四大名捕         | 泰国第3电视台、腾讯视频   | 中国大陆 泰国 |                   |               |                  |                           | |

### 電影
- 《四大名捕》（2012）
- 《四大名捕II》（2013）
- 《四大名捕Ⅲ大結局》（2014）
- 《四大名捕之入梦妖灵》（2018；網路電影）
- 《四大名捕之食人梦界》（2019；網路電影）

### 漫畫
- 四大名捕：黃玉郎總監，司徒劍僑編繪，玉皇朝出版。
- 少年名捕：黃玉郎總監，司徒劍僑編繪，鄺志德策劃和杜比監製，玉皇朝出版。
- 溫瑞安群俠傳：司徒劍僑編繪，改編來自武俠小說家溫瑞安的大部分作品。
- 四大名捕：馮志明作品，樂文出版社有限公司出版。
- 新著四大名捕：司徒劍僑作品，監製杜比，執行監製陳景團，一漫年出版有限公司出版。

### 遊戲
- 2004年，《四大名捕》
- 2004年，《四大名捕鐵手無敵》
- 2004年，《四大名捕會京師》
- 2013年，《四大名捕Online》－以四大名捕為設定的網絡遊戲，中華網龍製作。遊戲中的劇情主軸將以系列作品中《會京師》為主，封測期間官方也首度釋出《四大名捕》故事情節裡，懲奸鋤惡「神侯府」中，「無情」、「鐵手」、「追命」和「冷血」等靈魂要角，同時也揭露他們撲朔迷離的身世以及擅長的江湖絕學。

- 2016年，手機遊戲《少年四大名捕》

《逆水寒》是由網易開發的多人線上角色扮演遊戲，於2018年6月登陸Microsoft Windows，後於2023年6月30日於Android、IOS上線同ip作品逆水寒手遊，但與2018年的逆水寒是不同遊戲。遊戲具有武俠元素的開放世界環境，故事背景為北宋末年